# BESTYO
BESTYO是一青窈的第一張精選輯。2006年11月29日發行。共收錄16首歌曲。

## 說明
- 字面上看起來應該是要唸「best-yo」，不過正確唸法是「bes-tyo」。
- 為了慶祝『BESTYO』的銷售成績亮眼，唱片公司在2007年4月18日發行了收錄「BESTYO Free CONCERTYO」演唱會內容的CD+DVD限量版

## 收錄歌曲
（所有歌曲填詞者皆為一青窈，以下省略）
1. 花水木 - 5:21（ハナミズキ）
  - 作曲：増子達郎（日语：マシコタツロウ）／編曲：武部聡志（日语：武部聡志）
  - 各自收錄在第五張單曲『花水木』以及第二張專輯『一青想』。
  - 詳情請參照花水木 (單曲)。
2. 翡翠 - 4:39
  - 作曲・編曲：武部聰志
  - 收錄於首張單曲『陪哭』。
  - 曲名是來自一青窈的父親送給母親的翡翠耳環。
  - 雖然專輯都未收錄，不過是演唱會都會唱的歌曲。
3. 陪哭 - 4:41（もらい泣き）
  - 作曲：武部聡志、増子達郎、溝渕大智／編曲：武部聡志
  - 收錄於首張單曲『陪哭』及首張專輯『月天心』。
  - 詳情請參照陪哭。
4. 一思案 - 5:12
  - 作曲：井上陽水／編曲：星勝（日语：星勝）
  - 收錄於第二張專輯『一青想（日语：一青想）』。
  - 電影『珈琲時光』主題曲（本人首次演出）。
5. 月天心 - 4:53
  - 作曲・編曲：武部聡志
  - 收錄於首張專輯『月天心（日语：月天心）』。
  - 在專輯『月天心』發售前兩年，製作人武部聰志便開始譜曲。
  - 歌詞的構想是來自於送給姊姊一青妙結婚祝福的信。
6. 踏影子 - 4:23（影踏み）
  - 作曲：都志見隆夫（日语：都志見隆）／編曲：山内薫、落合徹也（日语：弦一徹）
  - 收錄第六張單曲『踏影子（日语：影踏み (一青窈の曲)）』及第三張專輯『&（日语：& (一青窈のアルバム)）』。
  - 2005JRA日本賽馬協會形象曲
  - 歌詞的靈感來自於朋友婚禮上，朋友父親的祝賀信
7. 高興的事 - 4:26（うれしいこと。）
  - 作曲・編曲：武部聡志
  - 收錄於第六張單曲『踏影子』及第三張專輯『&』。
  - 日本博士倫隱形眼鏡藥水廣告曲
8. 江戶波爾卡 - 3:30（江戸ポルカ）
  - 作曲・編曲：武部聡志
  - 收錄於第四張單曲『江戶波爾卡／夢正酣（日语：江戸ポルカ/夢なかば）』及第二張專輯『一青想』。
  - 2003東京國際奇幻影展大會主題曲
  - 概念取自「歌舞伎」、「貓」。
  - 演唱會時配合了「招財貓舞」演出。
9. 大家 - 4:49
  - 作曲：増子達郎／編曲：武部聡志
  - 收錄於第二張單曲『大家（日语：大家 (曲)）』及第二張專輯『一青想』。
  - 電影『風を聴く～台湾・九份物語～』插曲。
  - 送給過世父親的歌。歌詞中的讀賣樂園是和父親有共同回憶的地方、也是「BESTYO Free CONCERTYO」的概念之一。
10. 再見謝謝 - 5:43（さよならありがと）
  - 作曲・編曲：武部聡志
  - 收錄在第三張專輯『&』。
  - MISAWA HOMES「CENTURY」廣告曲。
  - 演唱會「Yo&U Tour '06」表演時，曾送給全體觀眾歌詞中的梔子花苗。
11. 打勾勾 - 5:23（指切り）
  - 作曲・編曲：小林武史
  - 收錄在第八張單曲『打勾勾（日语：指切り (一青窈の曲)）』及第三張專輯『&』。
  - 獲頒2006年日本唱片大獎・最佳編曲獎。
12. 感謝謝 - 4:54（アリガ十々）
  - 作曲：山内薫／編曲：富田素弘
  - 收錄於首張單曲『陪哭』及首張專輯『月天心』。
13. 風車 - 4:41（かざぐるま）
  - 作曲・編曲：武部聡志
  - 收錄於第七張單曲『風車（日语：かざぐるま (一青窈の曲)）』及第三張專輯『&』。
  - 日本東寶電影「蟬時雨」形象曲
  - 2005年日本唱片大獎・作詩獎。
  - 2005年日本有線大獎・優秀獎。
  - 新加坡歌手蔡淳佳曾用中文翻唱此曲，歌名為『等一個晴天』。
14. 撈金魚 - 4:27（金魚すくい）
  - 作曲・編曲：富田素弘
  - 收錄於第三張單曲『撈金魚（日语：金魚すくい (一青窈の曲)）』及第二張專輯『一青想』。
15. 手風琴~Long ver. - 4:29（あこるでぃおん ～Long ver.）
  - 作曲・編曲：武部聡志
  - 收錄於第二章單曲『大家』。
  - 曲名的靈感來自小學時期音樂老師演奏的手風琴
16. 瓢蟲 - 4:52（てんとう虫）
  - 作曲・編曲：小林武史
  - 此精選集內的新歌。

## BESTYO+CONCERTYO
- 2007年4月18日發售。限量五萬張
- 為紀念『BESTYO』的亮麗銷售成績而發行的附DVD版本。

### CD
※與『BESTYO』收錄歌曲相同，共16首

### DVD
- BESTYO Free CONCERTYO @ 東京讀賣樂園劇場EAST

1. PROLOGUE
2. 大家（ダージャー）
3. 一思案～月天心（メドレー）
4. かざぐるま
5. てんとう虫
6. もらい泣き
7. 江戸ポルカ
8. ハナミズキ
9. さよならありがと
10. アリガ十々

### 樂團成員
- 打擊樂： 朝倉真司
- 電子琴： 紺野紗衣
- 鼓手：坂田学
- 貝斯： 種子田健
- 吉他： 西川進
- 鋼琴及總監： 武部聰志

## 關係項目
- 一青窈

## 連結
- Columbia Music專輯介紹（页面存档备份，存于）
- 風雲唱片部落格介紹（页面存档备份，存于）